# Longview (Washington)
Longview es una ciudad ubicada en el condado de Cowlitz en el estado estadounidense de Washington. En el año 2000 tenía una población de 36.562 habitantes y una densidad poblacional de 976,8 personas por km².

## Geografía
Longview se encuentra ubicada en las coordenadas 46°8′34″N 122°57′20″O / 46.14278, -122.95556.

## Demografía
Según la Oficina del Censo en 2000 los ingresos medios por hogar en la localidad eran de $35.171, y los ingresos medios por familia eran $43.869. Los hombres tenían unos ingresos medios de $38.972 frente a los $26.625 para las mujeres. La renta per cápita para la localidad era de $18.559. Alrededor del 16,7% de la población estaban por debajo del umbral de pobreza.